# Josue Esteban Espeja
Josúe Esteban Espeja (Soria, 24 de febrero de 1985), conocido como Josué, es un futbolista español que juega en la posición de defensa.

## Trayectoria
Se inició en el Club Deportivo San Esteban, para pasaral equipo de la capital de Soria, el CD Numancia B. Tras tres años pasó a la Real Sociedad Deportiva Alcalá, donde estuvo dos temporadas para luego marchar al Santa Ana CF y un año más tarde llegó al CF Fuenlabrada.
Actualmente milita en el Club Alcobendas Sport.

## Clubes
| Campeonato             | Club                  | País   | Temporadas |
| ---------------------- | --------------------- | ------ | ---------- |
| Divisiones inferiores  | A.D. San Esteban      | España | 1999–2002  |
| 1ª Regional Preferente | A.D. San Esteban      | España | 2002–2004  |
| Tercera División       | C.D. Numancia B       | España | 2005–2007  |
| Tercera División       | RSD Alcalá            | España | 2007–2009  |
| Tercera División       | Santa Ana C.F.        | España | 2009–2010  |
| Tercera División       | C.F. Fuenlabrada      | España | 2010–2012  |
| Segunda División B     | C.F. Fuenlabrada      | España | 2012–2014  |
| Tercera División       | Club Alcobendas Sport | España |            |